# Последно танго в Париж
Последно танго в Париж (на италиански: „Ultimo tango a Parigi“) е шестият игрален филм на италианския режисьор Бернардо Бертолучи от 1972 година с участието на Марлон Брандо и Мария Шнайдер. Филмът разказва за американец на средна възраст и млада французойка, които се срещат в един парижки апартамент за разговор и секс.
Творбата е повод за критики, някои секс сцени са определени като неприемливи и унизителни. Мненията варират от признаване на творбата за шедьовър до нейното абсолютно отхвърляне.
Преминавайки през цензура, филмът достига скандален касов успех, като това допринася да се възвърне блясъкът на поизбледнялата вече звезда на главния актьор Марлон Брандо. Бертолучи позволява на Брандо да импровизира в някои от сцените и да използва опита си от предишни роли.
Темата на филма се върти около потисничеството и болката на индивида, причинени от очакванията на обществото.

## Сюжет
Внимание:  Текстът по-долу разкрива сюжета на произведението (или части от него)!
Пол (Марлон Брандо) – американски собственик на хотел на средна възраст, който жалее за самоубийството на съпругата си, среща млада, сгодена парижанка на име Джейни (Мария Шнайдер) в апартамент, който и двамата се интересуват да наемат. Пол наема апартамента, след което двамата започват анонимна сексуална връзка там. Той настоява, че никой от тях не трябва да споделя никаква лична информация, дори и името си. Аферата продължава до един ден, когато Джейни пристига в апартамента и установява, че Пол е напуснал без предупреждение.
По-късно Пол се среща с Джейни на улицата и казва, че иска да подновят отношенията си. Той ѝ разказва за скорошната трагедия на жена си. Когато разказва историята на живота си, те влизат в танго бар, където той продължава да ѝ разказва за себе си. Загубата на анонимност разколебава Джейни по отношение на връзката им. Тя казва на Пол, че не иска да го вижда повече.
Джени си тръгва, но Пол я следва през града. Тя бяга в апартамента и взима от едно чекмедже пистолета на баща си. Пол пита за името ѝ и тя отговаря „Джейни“, при което слага край на живота му. Той лежи мъртъв на балкона, а тя повтаря на себе си изреченията, които по-късно ще каже на полицията: че не го познава, че той е бил луд, който я е преследвал и е искал да я изнасили. „Аз не знам как се казва той.“

## В ролите
| Изпълнител     | Роля                                |
| -------------- | ----------------------------------- |
| Марлон Брандо  | Пол                                 |
| Мария Шнайдер  | Джейни                              |
| Жан-Пиер Лео   | Томас                               |
| Мария Мики     | Майката на Роза                     |
| Масимо Джироти | Марсел – бивш любовник на Роза      |
| Джована Галети | Проститутка – стара позната на Роза |

## Предпродукция
Бернардо Бертолучи показва сценария на продуцента Алберто Грималди, който го харесва и решава да го продуцира. Първоначално Бертолучи иска да даде главните роли на двойката от предишния си филм „Голямата грешка“, Доминик Санда и Жан-Луи Трентинян. Санда отказва, защото очаква дете, а Трентинян не иска да се съблича пред камера. Бертолучи пита и други актьори. Обръща се към Жан-Пол Белмондо заради участията му във Филмите на Жан-Люк Года̀р и му изпраща сценария. Той отказва да се срещне с него с аргумента, че не желае да участва в порно. Ален Делон, който е ценен от Бертолучи заради ролите си във филмите на Висконти, също получава сценария, но когато настоява самият той да продуцира филма, губи интереса към себе си.
Бертолучи изобщо не мисли за Брандо, докато някой не споменава името му по време на игра. Грималди вече  е продуцирал драмата Queimada (1970) с Брандо в главната роля. Непокорното държание на Брандо по време на снимките на Queimada, довело до преразход на времето и финансите, заради което Бертолучи го осъжда за нанесена вреда. През юни 1971 Грималди замразява приходите на Брандо чрез съда. Това засилва позицията на Брандо. Той се нуждае от пари за изграждането на своето жилище в Таити и за изплащане на попечителство и издръжка. Последвалият успех на филма „Кръстникът„, направил своята премиера през март 1972, довежда до артистичен обрат в живота на актьора. Той не успява да разреши финансовите си проблеми напълно, тъй като след участието си в „Кръстникът“ заради подялба в печалбата се отказва от една скромна, но бързо изплатена сума. Грималди е убеден, че Брандо е идеалният актьор за филма, и обещава да се откаже от делото срещу него, ако той се съгласи да участва в „Последно танго в Париж“. Той му предлага 250 000 долара и десет процента от печалбите на филма.
Бертолучи и Брандо се срещат за първи път в Париж. Бертолучи се възхищава на Брандо още от ранното си детство и го среща с огромно почитание, нервно потрепервайки. Той накратко разказва за темата на планирания филм и за ролята, която Брандо ще трябва да изиграе. Брандо се подвежда от „Голямата грешка“ и приема, без да е прочел сценария. За да се опознаят по-добре, той води режисьора в Лос Анджелис. Бертолучи пътува през ноември 1971 г., три месеца преди началото на снимките. Той обяснява на Брандо, че в сценария са положени само основите и че той иска актьорът чрез импровизация да развие своя герой. Понеже той вижда Брандо като много инстинктивен актьор, опитва да изгради с него една „ирационална връзка“. Неговото посещение се превръща в двуседмичен психоаналитичен сеанс, в който Бертолучи разпитва актьора за неговото детство, родители и сексуални представи. Брандо е очарован от откритостта и заинтересоваността към личния му живот. Двамата се разбират добре.
След съгласата на Брандо, Бертолучи среща огромни трудности с финансирането и разпространяването на филма, фирмите, на които е предложен филмът, първо отказват. MGM не може да се заеме с проекта заради еротичното съдържание. Парамаунт се опасяват, че ще се повторят неприятностите между Брандо и Бертолучи от Queimada. Накрая Юнайтед Артистс се решава да помогне с 800 хил. долара от общите 1,4 милиона, предвидени за разходи.
Когато започват работата с Брандо, Бертолучи кани на кастинг сто актриси, като всяка от тях трябва да се съблече от кръста нагоре. Мария Шнайдер, завършила училище на 15 г. – скитница без цел в живота, тогава е на 19 г. и дотук е изиграла само три малки поддържащи роли. Бертолучи веднага е впечатлен от нейната естественост. Неговите сътрудници са скептични за неговия избор, никой друг освен него не вижда потенциал в нея: „У нея имаше нещо диво, наивно.“

## Снимачен процес
Снимките продължават от февруари до април 1972 г.. Началните сцени са заснети на моста Bir-Hakeim в парижкия квартал Паси. Там се намира и апартаментът на улица „Абони“, която филмът представя като улица „Жул Верн“. Улица „Жул Верн“ се намира източно в отдалечения Девети район. Повечето актьори играят ролите си на френски, а Брандо на английски,, освен при диалога с Марсел, където той говори на френски. На английски филма се появява с оригинален звук и със субтитри по време на френския диалог, преведени от Агнес Варда.
Брандо не е подготвен да работи в съботите, затова Бертолучи снима в тези дни сцените с Лео и по този начин, както и във филма „Том и Пол“, двамата актьори никога не се срещат. Участниците във филма работят до 14 часа на ден. Дните изглеждат безкрайно дълги и се сливат един с друг. Мария Шнайдер е на снимки до десет часа, понякога дори до полунощ, и напълно изтощена тя понякога плаче. Брандо прекъсва работа всеки ден в шест часа и си тръгва.
Като начало на тяхната съвместна работа Брандо завежда Шнайдер в местно бистро, където те се гледат мълчаливо в очите 30 минути, за да се опознаят. Бертолучи твърди, че Шнейдер гледа на Брандо изцяло като на бащинска фигура. Появяват се слухове и противоречиви изказвания за това дали Бертолучи и Брандо имат афера помежду си. Шнейдер по-късно разказва как Брандо е искал подробно да я обучава, а тя го е карала да се смее. Те изграждат помежду си връзка като баща и дъщеря.
Екипът е наясно, че в предишни продукции Брандо е пречил на колегите си с превзетото си поведение. При снимането на „Последно танго в Париж“ той се отнася конструктивно и се държи добре с режисьора. Бертолучи и Брандо ежедневно се оттеглят за няколко часа, прилагайки взаимно един вид психоанализа, за да разберат кой израз в коя сцена как ще проработи. Те се вдъхновяват един друг и готовността им да поемат рискове се засилва. Двамата изграждат силна връзка и се изолират от Мария Шнайдер и останалия екип, като ги оставят в неведение за изненадващи промени в сценария. Режисьорът дава на Брандо тези свободи, които са му били отнемани от други режисьори и са предизвиквали толкова гняв.
Бертолучи иска да има еднакво отношение и с двамата главни актьори и следователно да покаже и двамата голи. Затова той се решава да снима истински, а не само загатнати голи сцени. „Стоя пред избора да покажа секса директно или чрез намеци. Първото решение би било порнографско, но истински порнографското тук е лицемерието.“. Брандо има голям проблем с тези сцени. Те трябва да бъдат отложени с няколко седмици, за да може той да свали няколко килограма.

### Оператор
„Последно танго в Париж“ е сред представителните хитове в творчеството на най-големия оператор на новото време Виторио Стораро. Работата на Стораро впечатлява с прецизно поднесените силуети и контражури и с деликатното използване на такова коварно изразно средство като вариото. Много е точна оценката на неговата работа, дадена му от Бертолучи: „Стораро е четката, Стораро са цветовете (в случая перфектното експониране на любимите му фламандски цветове – кафяво, жълто, сиво, червено и оранжево), Стораро е ръката на художника, каквато аз не съм и няма да бъда никога. Виторио винаги е успявал да материализира намеренията ми и всеки път това ми се струваше чудо: една идея за светлина или цвят, която за мене беше само думи, той я материализираше... Винаги много съм го уважавал. При него ме поразява чувствителността – нещо изключително, като се има предвид, че е от Рим.... Виторио е поет.“

## Теми
„Последно танго в Париж“ разглежда само повърхностната страна в секса. В обсъждането на филма темата „секс“ често се надценява, като така се прикриват истинските теми на творбата.. В същността си тя е средство за изразяване на съвременните проблеми на идентичността и на комуникацията. Главната тема е екзистенциалната болка в рамките на съвременното общество, която разрушава и измъчва хората. Има различни интерпретации на творбата, които са доказателство за нейната многопластовост. Бертолучи осъзнато оставя някои неща неразкрити, за да няма възможност зрителят да разбере филма изцяло. Бертолучи е с ясното намерение да направи така, че за всеки човек филма да значи нещо различно. Решаваща за значението на една творба е гледната точка на зрителя.

### Изолиране от света е едно пространство на Ерос
Първоначално Бертолучи има идеята да развива действието в Милано или Рим, но когато на ум му идва заглавието „Последно танго в Париж“, той много го харесва. „Имаше нещо у него. Париж е като забраненият град изглеждаше сякаш е създаден за снимките. Вдъхновение за филма е романът на Жорж Батай „Синьото на небето“, в който главната героиня спи с непознат. Бертолучи е имал „мания“ да срещне непозната жена в таен апартамент, която да обикне, и това се превърнало в главната идея за сценария, който той пише заедно с Франко Аркали. Той обяснява, че само един добре написан сценарий като отправна точка би му позволил истински да импровизира.“
Пол открива жилището на улица „Жул Верн“, „улицата на фантазиите““,, като свое „свещено място“ за сексуалните си желания. За Бертолучи то е една „привилегировано пространство““.. Стаята с матрак на пода, със своята овална форма и топли цветове е като майчина прегръдка, в който Пол и Джейни могат да дивеят, сякаш са на детска площадка. В жилището камерата изглежда като произведение на модерното изкуство и изразява самота и духовна празнота. Портиерът на къщата символизира същността на хората, които идват и си отиват, без да ги е грижа за нищо. Пол иска чрез забраната да се казва името или да се разказва за живота, да пропъди социалната дефиниция на човека. По същия начин той заклеймява култура и цивилизация, предразсъдъци и репресивни табута. Езикът на тялото, жестовете и мимиките са екзистенциални, непосредствени. Самият Бертолучи вижда в сексуалния акт една нова форма на общуване, която позволява да се освободиш от задръжките и да комуникираш на подсъзнателно ниво.. Психологическият регрес може да се разбере като протест срещу недостатъците на цивилизацията. Той представя една „жива, несоциализирана еротика. Сексът тук не е позната поредица от стъпки, като в тангото, а е повече като опознаване на тайните кътчета на духа и тялото“.
Докато Бертолучи пише сценария, си представя апартамента като остров, на който човек може да се откъсне от света. По-късно той осъзнава, че Пол и Джейни са героите на историята. Те не могат да избягат от собственото си социално положение, защото дори опитът им за бягство е част от положението, в което се намират. Човек не може да се затвори в една стая. Реалността ще нахлуе през прозорците. Режисьорът е наясно, че в същността си това не е филм, в който се разказва за една двойка. Това е филм за самотата. Джейни се оплаква, че Пол не я слуша. Някои коментари за филма обясняват това, че сексът не е убежище и не е алтернатива за задълбочаване на връзката и грижата между хората. Пол и Джейни се провалят в опита си да избягат, защото са неспособни да изградят истинска връзка. След всяка среща самотата ги завладява все повече, тяхната еротика е лишена от духовно измерение. Секс без нежност, насилствено направен, води до хаос и разруха. Бертолучи смята, че връзките са еротични само в началото. С напредване на времето те губят своята животинска същност. Джейни и Пол се опитват всячески да запазят тази животинска същност.

## Фигури и актьори

### Пол и Марлон Брандо

#### Бракът на Пол и неговото отчаяние
Пол отчаяно желае да бъде обичан. Бракът му с Роза е ужасен, от него следват постоянни кавги и напрегнато мълчание помежду им. Той никога не е разбирал Роза и не разбира защо тя се е самоубила. Бертолучи описва отношението на Пол към Роза като към родител. Роза не била за него съпруга, с годините тя се грижела за него и той е започнал да я възприема повече като майка. Една интерпретация на състоянието на Пол гласи: „Неговите тиради представляват обсесивни монолози, които не очакват диалог или отговор.“ Точно обратното показва едно психоаналитично разглеждане на ситуацията. Развивайки се, детето вижда в образа на майката огледало, пример, по който да се развива. Отчаянието на Пол идва от неспособността му да чете в лицето на Роза. Нейните емоции са скрити зад маска и това предизвиква у него агресия. Съответно той се обръща към камериерката Катрин, която се повява след смъртта на Роза и заема нейното място. Пол обаче постоянно се стреми към унижение, обсебен е от смъртта и показва на Джейни с болезнено удоволствие един мъртъв плъх, който е намерил.
Роза се среща в хотела със своя любовник, от когото тя е направила копие на Пол, за да получи от него любовта, която не е успяла да получи от съпруга си. Като най-обща интерпретация на филма може да се каже, че те са противоположни характери и се бият помежду си. Роса обаче ги е направила да изглеждат еднакво на външен вид, като ги облича с еднакви халати. Двамата мъже разговарят на по чаша бърбън, от бутилка, подарена от Роза, за грижа, за косата и за качването на килограми. Когато Пол се сбогува с Марсел, му казва само: „Така и не разбрах какво е видяла в теб“.

#### Отношението на Пол към Джейни
Връзката между Пол и Джейни е определяна като сексуална, интензивна връзка, афера или луда любов. Пол излива своя гняв и отчаяние от Роза върху Джейни посредством агресивни сексуални действия. Възможни мотиви за поведението му са (опитът да си отмъсти върху Джейни заради едиповата любов на майка си) презрение към самия себе си и опита чрез секса да забрави за болката. Без чувства една сексуална връзка не може да бъде едновременно интензивна и продължителна. Тъй като между тях няма любов, в първите две трети на филма той се опитва да задържи интензитета на връзката, като унижава Джейни. Той не знае как да се държи с Джейни, освен мъжкарски и грубо. Всеки път, когато тя прояви чувства към него, той намира нови начини да я измъчва. Той не иска да има друга връзка, освен сексуална, и отхвърля всяка възможност за любов. В последната част от филма той все пак претърпява голяма промяна и вижда любовта като постижима, но само ако преди това си претърпял ужасни преживявания. Той се изправя пред Джейни като неин обожател, облечен в костюм, и ѝ предлага брак, заменяйки предишното си ужасно поведение с любов и романтика. Въпреки опита тяхната връзка да бъде узаконена и въведена в нормите на общественото поведение, той е в разрез с неговите собствени вярвания, мечтата му е поразена със смъртоносен удар и това е неговото падение. Джейни го вижда като жалък загубеняк с дъвка, повяхнал, жалък старец, който извън рамките на апартамента е загубил своята енергия. Както в началото на филма той е бил брутален мъжкар, в хода на филма той все повече губи своята мъжественост. Към края той се връща обратно към младеж, който си показва задника на финото общество, към хлапе, което си лепи дъвката на парапета, което накрая остава да лежи като ембрион в утробата на Париж.

### Джейни и Мария Шнайдер
Мария Шнайдер е с трудно детство с баща си Даниел Желен, изоставил нея и майка ѝ, три години преди да я връхлети световната слава на „Последното танго в Париж“. Тя отчаяно се стреми да се освободи от неговото влияние. Това се отнася в още по-голяма степен и за Брандо. Затова и съвсем резонно и с присъщата си откровеност Бертолучи посочва: „По време на снимките Марлон и Мария изместиха образите, описани върху хартията, и напълно заеха мястото им. Например когато Марлон разказва своето детство с постоянно пияната си майка и сянката на жесток и мъжествен баща в едно затънтено място в Небраска... Още от самото начало стана ясно, че той има възможността да отиде дори по-далече от онова, което обикновено се иска.“ (Бертолучи 1988: 66).
Режисьорът не пропуска шанса да обогати посланията на спектакъла си с допълнителни, но ефектни акценти, като репликата за „децата ни“ след фаталния изстрел на Джейни – своеобразен коментар на амбицията на Пол да се съвокупли с умрелия плъх – звукозрително обобщение за една фатално предопределената връзка между двамата, чийто допълнителен и важен детайл е потъналият пояс с надпис „Титаник“ след бурното обяснение между Джейни и Том, както и цялата горчиво-иронична версия на връзката между Жана и филмовия режисьор, неумело вживяващ се в ролята на Псевдопигмалион, моделиращ непохватно своята Галатея.

## Саундтрак
Музиката е направена от аржентинския саксофонист Гато Барбиери, подредена и ръководена от американския композитор Оливър Нелсън. Албумът за саундтрака е реализиран от Юнайтед Артистс.

### Траклист
Композитор Гато Барбиери
1. „Last Tango in Paris – Tango“ – 3:32
2. „Jeanne“ – 2:34
3. „Girl in Black – Tango (Para mi Negra)“ – 2:06
4. „Last Tango in Paris – Ballad“ – 3:43
5. „Fake Ophelia“ – 2:57
6. „Picture in the Rain“ – 1:51
7. „Return – Tango (La Vuelta)“ – 3:04
8. „It's Over“ – 3:15
9. „Goodbye (Un Largo Adios)“ – 2:32
10. „Why Did She Choose You?“ – 3:00
11. „Last Tango in Paris – Jazz Waltz“ – 5:44

## Премиера
Премиерата на кинотворбата е на 14 октомври 1972 г. на Международния нюйоркски кинофестивал. След това едновременно е показана в Италия и Франция на 15 декември, докато във Великобритания и САЩ тръгва на екран на 27 януари 1973 г. След това в продължение на 35 години филмът Последно танго в Париж е подлаган с настървение и страст на много критически дисекции, анализи и оценки. И днес филмът си остава сред най-дискутираните и спорни постижения на световното кино.

## Критика
Критиката на „Последно танго в Париж варира“ между „осанна“ и „разпни го“. Една част от критиците са безпощадни към режисьора и го обвиняват, че е направил нещо „неприлично“. Други заявяват, че това е шедьовърът на европейското кино през 1970-те години. Зрителите оценяват филма много добре и това носи голям успех на режисьора. Касовият успех доказва, че продукцията не е скандална.

## Награди и номинации
- Награда на Италианските киножурналисти за режисура
- Награди на Американското национално общество на филмовите критици и на Нюйоркската критика за най-добър актьор на Марлон Брандо
- Две номинации за Оскар – за режисура и най-добър актьор на Марлон Брандо
- Две номинации за Златен глобус – за най-добра драма и режисура
- Номинация за БАФТА за най-добър актьор на Марлон Брандо
- Номинация от Режисьорската гилдия на Америка
- Номинация за Грами за филмова музика